# Iastrubna, Moghilău
Iastrubna (în ucraineană Яструбна) este un sat în comuna Sloboda-Earîșivska din raionul Moghilău, regiunea Vinnița, Ucraina.

## Demografie
Componența lingvistică a localității Iastrubna
     Ucraineană (98,67%)
     Alte limbi (1,34%)
Conform recensământului din 2001, majoritatea populației localității Iastrubna era vorbitoare de ucraineană (98,67%), existând în minoritate și vorbitori de alte limbi.